# Martigny-les-Bains
Martigny-les-Bains to miejscowość i gmina we Francji, w regionie Grand Est, w departamencie Wogezy.
Według danych na rok 1990 gminę zamieszkiwały 992 osoby, a gęstość zaludnienia wynosiła 34 osób/km² (wśród 2335 gmin Lotaryngii Martigny-les-Bains plasuje się na 374. miejscu pod względem liczby ludności, natomiast pod względem powierzchni na miejscu 69.).